# Crenigomphus denticulatus
Crenigomphus denticulatus là một loài chuồn chuồn ngô thuộc họ Gomphidae. Nó là loài đặc hữu của Ethiopia. Nó bị đe dọa do mất môi trường sống.